# Giorgio Arlorio
Giorgio Arlorio (Torino, 27 febbraio 1929 – Roma, 25 luglio 2019) è stato uno sceneggiatore, autore televisivo, regista, attore, doppiatore e docente italiano.
Considerato uno dei maggiori sceneggiatori italiani,  il suo nome si lega ai più grandi maestri del cinema italiano, tra cui Mauro Bolognini, Mario Camerini, Nanni Loy, Mario Monicelli, Gillo Pontecorvo e Dino Risi.

## Biografia
Figlio di industriali del liquore piemontesi, ma mai intenzionato a seguirne l'attività, inizia la carriera scrivendo racconti su diverse riviste sperimentali ed entrando in contatto con personalità del calibro di Cesare Pavese, Elio Vittorini e Giulio Einaudi.
Dal 1951 si avvicina al cinema lavorando come aiuto regista per Pietro Germi (Il brigante di Tacca del Lupo, 1952), Glauco Pellegrini (Gli uomini, che mascalzoni!, 1953 e Sinfonia d'amore, 1954), Carmine Gallone (Puccini, 1953), PieroTellini (Prima di sera, 1954), Carlo Borghesio (I due compari, 1955) e Antonio Musu (Il prezzo della gloria, 1956 e Totò e Marcellino, 1958).
Entra nel mondo della sceneggiatura con l’aiuto dell’amico e collega Rodolfo Sonego, che convince Dino De Laurentiis a scritturarlo per tre anni nella sua "bottega", che riuniva gran parte degli sceneggiatori italiani più importanti dell'epoca.
L’esordio avviene come soggettista nel 1959, con Esterina di Carlo Lizzani. Nello stesso anno firma la sua prima sceneggiatura, in Crimen di Mario Camerini.
Il 4 dicembre 1959 sposò a Mosca Ludmila Blat, conosciuta nei due mesi trascorsi nella capitale sovietica per il montaggio del documentario Mosca di giorno e di notte'.
I suoi testimoni di nozze furono Bruno Pontecorvo e Maurizio Ferrara.
Il suo operato di sceneggiatore prosegue con L’arciere delle mille e una notte (1962, di Antonio Margheriti), Il giorno più corto (1963, di Sergio Corbucci), Il padre di famiglia (1967, di Nanni Loy), che gli vale la candidatura al Nastro d'argento del 1968 come Migliore Soggetto, Queimada (1969), Ogro (1979) – entrambi diretti da Gillo Pontecorvo - La patata bollente (1979, di Steno) e Cento giorni a Palermo (1984, di Giuseppe Ferrara). Un grande successo della sua carriera è costituito dalla sceneggiatura del film Zorro, in cui l'eroe mascherato viene interpretato da Alain Delon, e in cui Arlorio ripensa il mito di Zorro in maniera intelligente.
Nel 1962 collabora con Mario Monicelli ai Compagni, dove cura la ricostruzione della Torino di fine 1800, la supervisione ai dialoghi e la direzione del doppiaggio, prestando personalmente la voce a Renato Salvatori.
Come autore televisivo inventa, insieme a Nanni Loy, Specchio segreto, dove è l'ideatore delle situazioni, e Viaggio in seconda classe (1977).
Come attore recitò nei Sovversivi dei fratelli Taviani (1967), nella Bambolona di Franco Giraldi, Il rapporto di Lionello Massobrio (1969 entrambi), Un silenzio particolare di Stefano Rulli (2004) e Anch'io ero comunista di Mimmo Calopresti (2011).
Come regista, dirige soprattutto alcuni documentari di stampo civile, come L'addio a Enrico Berlinguer (1984) e Un altro mondo è possibile (2011).
Tra i fondatori del Premio Solinas, dal 1999 al 2016 è stato docente di sceneggiatura al Centro sperimentale di cinematografia, annoverando tra i propri allievi Francesco Bruni, Ivan Cotroneo, Matteo Garrone, Filippo Gravino, Guido Iuculano e Francesca Manieri.
Nel 2017 pubblica, insieme a Caterina Taricano, Viaggi non organizzati, una sua biografia edita dal Centro Sperimentale di Cinematografia. Nello stesso anno vince il premio Maria Adriana Prolo, organizzato dall'Associazione Museo Nazionale del Cinema.
Muore a Roma il 25 luglio 2019.

## Filmografia

### Soggettista e Sceneggiatore
- Esterina, regia di Carlo Lizzani (1959)
- Crimen, regia di Mario Camerini (1960)
- Mobby Jackson, regia di Renato Dall'Ara (1960)
- Pastasciutta nel deserto, regia di Carlo Ludovico Bragaglia (1961)
- L'arciere delle mille e una notte, regia di Antonio Margheriti (1962)
- Il giorno più corto, regia di Sergio Corbucci (1963)
- I figli del leopardo, regia di Sergio Corbucci (1965)[11]
- Il padre di famiglia, regia di Nanni Loy (1967)
- Arabella, regia di Mauro Bolognini (1967)
- Il mercenario, regia di Sergio Corbucci (1968)
- Queimada, regia di Gillo Pontecorvo (1969)
- Oceano, regia di Folco Quilici (1971)
- Zorro, regia di Duccio Tessari (1975)
- Ogro, regia di Gillo Pontecorvo (1979)
- La vita è bella, regia di Grigorij Čuchraj (1979)
- La patata bollente, regia di Steno (1979)
- Cento giorni a Palermo, regia di Giuseppe Ferrara (1984)
- I giorni del commissario Ambrosio, regia di Sergio Corbucci (1988)
- 7 criminali e un bassotto, regia di Eugene Levy (1992)
- Caccia alle mosche, regia di Angelo Longoni (1993)
- Le complici, regia di Emanuela Piovano (1998)
- Scossa, regia di Ugo Gregoretti, Carlo Lizzani, Citto Maselli e Nino Russo (2011)

### Regista
- Casorati un pittore a Torino (1955)
- Il paese dei lavandai (1955)
- L'Italia con Togliatti (1964)
- L'addio a Enrico Berlinguer (1984)
- Roma dodici novembre 1994 (1995)
- Un altro mondo è possibile (2001)
- La primavera del 2002 - L'Italia protesta, l'Italia si ferma (2002)
- 25 ottobre 2014 (2014)

### Aiuto regista
- Il brigante di Tacca del Lupo', di Pietro Germi (1952)
- Gli uomini, che mascalzoni!, di Glauco Pellegrini (1953)
- Puccini, di Carmine Gallone  (1953)
- Sinfonia d'amore, di Glauco Pellegrini (1954)
- Prima di sera, di PieroTellini (1954)
- I due compari, di Carlo Borghesio (1955)
- Il prezzo della gloria, di Antonio Musu (1956)
- Un condannato a morte è fuggito, di Robert Bresson (1956).[11]
- Totò e Marcellino, di Antonio Musu (1958).
- Mosca di giorno e di notte - Viaggio a Mosca, di Michele Gandin (1960);

### Attore
- I sovversivi, regia di Paolo e Vittorio Taviani (1967)
- La bambolona, regia di Franco Giraldi (1968)
- Il rapporto, regia di Lionello Massobrio (1969)
- Un Silenzio particolare, regia di Stefano Rulli (2004)
- Anch'io ero comunista, regia di Mimmo Calopresti (2011)
- Cinque bravi ragazzi, regia di Aurelio Grimaldi (2011)
- Il segreto di Otello, regia di Francesco Martinotti (2015)
- Ne avete di finocchi in casa?, regia di Andrea Meroni (2017)
- Notti magiche, regia di Paolo Virzì (2018)

### Doppiatore
- Renato Salvatori in I compagni[11]

## Programmi televisivi

### Autore
- Specchio segreto (Programma nazionale, 1964)
- La Russia allo specchio (Programma Nazionale, 1975)
- Viaggio in seconda classe (Rete 1, 1977)
- Chi l'ha visto? (Rai Tre, 1990-1992)

### Sceneggiatore
- La paga del sabato – miniserie TV, 2 episodi, regia di Sandro Bolchi (1977)
- ...e la vita continua - miniserie TV, 8 episodi, regia di Dino Risi (1984)
- Portami la luna, regia di Carlo Cotti (1987)
- Bianco e nero, regia di Fabrizio Laurenti (1990)

## Riconoscimenti
- Nastro d'argento
  - 1968 – Candidatura al miglior soggetto per Il padre di famiglia

- Associazione Museo Nazionale del Cinema
  - 2017 – Premio "Maria Adriana Prolo"

## Opere
- Viaggi non organizzati, 2018, scritto insieme a Caterina Taricano, Centro Sperimentale di Cinematografia, Iacobelli